# Unión Nacional de Escritores y Artistas de Cuba
L'Unione Nazionale di Scrittori e Artisti di Cuba (in lingua spagnola Unión Nacional de Escritores y Artistas de Cuba, UNEAC) è un'organizzazione sociale, culturale e professionale di scrittori, musicisti, attori, pittori, scultori e artisti di altri generi. È stata fondata il 22 agosto del 1961 dal poeta cubano Nicolás Guillén. Inizialmente l'obiettivo era di unire gli intellettuali durante la Rivoluzione Cubana per difendere la cultura locale.